# Локалита Сото Цуко (Удине)
Локалита Сото Цуко је насеље у Италији у округу Удине, региону Фурланија-Јулијска крајина.
Према процени из 2011. у насељу је живело 15 становника. Насеље се налази на надморској висини од 147 м.